# Motel à l'Ouest
Motel à l'Ouest – en anglais Western Motel – est un tableau réalisé par le peintre américain Edward Hopper en 1957. Cette huile sur toile représente une femme blonde en robe rouge assise sur le lit d'une chambre de motel dont les baies vitrées laissent voir le capot d'une automobile et un paysage vallonné de l'Ouest américain. L'œuvre est conservée à la Yale University Art Gallery, à New Haven, depuis un don de Stephen Carlton Clark (en).

## Commentaires de l'artiste
Hopper, écrit dans ses carnets post réalisation (fiche 63, rapportée par Jo Hopper) « Peint en Californie, en  janvier ou février 1957 ». Il y décrit le personnage vu dans une « chambre verte de motel de catégorie supérieure », comme une « femme blonde hautaine… sa Buick verte visible depuis la fenêtre. » Il y détaille les couleurs des objets, meubles, habits, avec des coloris basiques  : couvre-lit rose, fauteuil rouge foncé, rideaux ocre, le  bleu foncé des montagnes et le  bleu  clair du ciel.

## Analyse
Inspiré des lieux communs de la vie américaine, Edward Hopper utilise une chambre de motel anonyme pour en faire un symbole de la mobilité et du déracinement de la vie moderne américaine. Malgré des éléments austères et un éclairage par bande de lumière, il traite une composition d'« une simplicité magistrale, mais qui est étagée par une ambiguïté psychologique ». Le personnage féminin, même s'il semble nous regarder avec son regard pensif, ne nous voit pas et semble attendre, les bagages et le lit faits, la chambre vide d'objets personnels, avec une voiture garée devant la large baie.